# أنارهر (دوستان)
أنارهر (بالفارسية: انارهر) هي مستوطنة تقع في إيران في قسم دوستان الريفي.